# Бейковци
Бейковци (болг. Бейковци) — село в Болгарии. Находится в Великотырновской области, входит в общину Елена. Население составляет 4 человека.

## Политическая ситуация
Бейковци подчиняется непосредственно общине и не имеет своего кмета.
Кмет (мэр) общины Елена — Сашо Петков Топалов (Болгарская социалистическая партия (БСП)) по результатам выборов.

## Известные уроженцы
- Бочаров, Стефан (1852-1937) — болгарский военный медик, доктор медицинских наук, генерал-майор санитарной службы. Основатель гигиенической науки болгарской военной медицины.